# Markwayne Mullin
Pour les articles homonymes, voir Mullin.
Mark Wayne Mullin, dit Markwayne Mullin, né le 26 juillet 1977 à Tulsa (Oklahoma), est un homme politique américain, membre du Parti républicain et sénateur des États-Unis pour l'Oklahoma depuis 2023. De 2013 à 2023, il est élu de l'Oklahoma à la Chambre des représentants des États-Unis.

## Biographie
Markwayne Mullin est membre de la nation cherokee. Il est diplômé en 2010 de l'Institut technologique de l'Université d'État de l'Oklahoma. Il possède des entreprises de plomberie et pratique professionnellement les arts martiaux mixtes.
En 2012, il se présente à la Chambre des représentants des États-Unis dans le 2e district congressionnel de l'Oklahoma, qui comprend l'est de l'État. Le représentant démocrate modéré Dan Boren n'est pas candidat à un nouveau mandat. Mullin remporte le second tour de la primaire républicaine avec 57 % des suffrages face au représentant d'État George Faught. Dans un district votant républicain aux élections présidentielles, Mullin est considéré comme le favori. Il est élu représentant avec 57,3 % des voix face au démocrate Rob Wallace (38,3 %). Il est largement réélu en 2014 avec 70 % des suffrages.
Ayant promis de ne pas siéger plus de six ans, il se présente à ce qu'il affirme être son dernier mandat en 2016. Lors de la primaire républicaine, il affronte le vétéran Jarrin Jackson qui ne le considère pas assez conservateur. Il remporte facilement la primaire et affronte en novembre le démocrate Joshua Harris-Till et l'indépendant John McCarthy. Il est largement réélu avec 67 % des voix. En dépit de sa promesse, il est réélu de nouveau en 2018 et 2020.
À l'été 2021, dans le sillage de la chute de Kaboul, Mullin tente d'organiser une opération par la Géorgie et le Tadjikistan afin d'évacuer, avec une équipe d'anciens militaires et un hélicoptère loué, des Américains d'Afghanistan. Bien que l'opération parallèle aux opérations militaires américaines n'a finalement pas pu être conduite en raison du manque de soutien de la diplomatie américaine à l'idée, Mullin s'était déplacé « dans la région » et comptait se rendre en Afghanistan, accusant Joe Biden d'avoir abandonné des Américains sur place. Il estimait, prenant en compte son absence de formation militaire, avoir « une chance sur deux de revenir » vivant si l'opération avait eu lieu.
Après l'annonce de la démission début 2022 de Jim Inhofe, élu républicain de l'Oklahoma au Sénat des États-Unis, Mullin se porte candidat pour lui succéder. Il remporte le second tour de la primaire républicaine en août 2022 avec 65 % des voix face à l'ancien président de la Chambre des représentants de l'Oklahoma T. W. Shannon, puis l'élection face à l'ancienne représentante fédérale Kendra Horn, candidate démocrate, avec 61,8 % des voix, en novembre suivant.